# خدمه (فیلم)
خدمه' (به انگلیسی: crew) یک فیلم هندی در ژانر کمدی دزدی به زبان هندی است که در سال  ۲۰۲۴ اکران گردید، کارگردانی فیلم را  راجش ای کریشنان  بر عهده داشت و بازیگرات اصلی  تابو، کارینا کاپور خان و کریتی سانون هستند که نقش مهماندار هواپیما را بازی می کنند، در کنار آنها دیلجیت دوسانجه و کاپیل شارما نقش مکمل را بازی کرده اند. تهیه کنندگی فیلم را  اکتا کاپور، ریا کاپور، آنیل کاپور ، و دیگویجی پروهیت بر عهده داشتند.
فیلمبرداری اصلی از ماه مارس ۲۰۲۳ تا فوریه ۲۰۲۴ انجام شد. این فیلم در ۲۹ مارس ۲۰۲۴  اکران شد و نظرهای مثبتی را به دنبال داشت که  تا  اکنون در سراسر جهان بیش از ۱۱۲ کرور روپیه  (۱۴ میلیون دلار آمریکا ) فروش داشته است و در حال حاضر رتبه چهارم پرفروش ترین فیلم هندی در سال ۲۰۲۴ را کسب کرده است.  